# Liste des chapitres de Comte Cain
Cet article présente la liste des chapitres du manga Comte Cain écrit et dessiné par Kaori Yuki. Comte Cain est le nom collectif pour La Juliette oubliée, Le bruit d'un garçon naissant, Kafka, La marque du bélier rouge  et God Child. Tous ont été prépubliés dans le magazine japonais Hana to Yume par Hakusensha ; La Juliette oubliée, Le bruit d'un garçon naissant, Kafka et La marque du bélier rouge  ont été publiés en cinq volumes du 17 juillet 1992 à 19 octobre 1994,. Hakusensha a publié la suite du Comte Cain, God Child, en huit volumes sortis du 19 novembre 2001 au 19 janvier 2004,.
Comte Cain a été publié en français par Tonkam du 29 octobre 2003 au 26 juin 2004,. Prépublié dans le magazine français Magnolia, God Child a été publié de 25 mars 2005 à 22 novembre 2006,. Comte Cain est publié en Italie par Planet Manga, en Espagne par Glénat, en Allemagne et en Suède par Bonnier Carlsen,, en Amérique du Nord par Viz Media,, et à Taïwan par Tong Li Comics.

## Les volumes

### Comte Cain
| no | Japonais        | Japonais          | Français         | Français       |
| no | Date de sortie  | ISBN              | Date de sortie   | ISBN           |
| --- | --------------- | ----------------- | ---------------- | -------------- |
| 1 | 17 juillet 1992 | 978-4-592-12597-6 | 29 octobre 2003  | 978-2845803916 |
| Titre du volume : La Juliette oubliée (忘れられたジュリエット, Wasurerareta Jurietto) Personnage en couverture : Cain HargreavesListe des chapitres : "La Juliette oubliée" "La marque de Bibi" "Les jeunes garçons qui ont arrêté le temps" (histoire courte sans rapport avec Comte Cain) "Double" (histoire courte sans rapport avec Comte Cain) "La mort de Cleo Dreyfus" |                 |                   |                  |                |
| 2 | 19 octobre 1993 | 978-4-592-12642-3 | 20 décembre 2003 | 978-2845803947 |
| Titre du volume : Le bruit d'un garçon naissant (少年の孵化する音, Shōnen no Fukasuru Oto)Liste des chapitres : "Le pendu" "L'éclosion" "Qui a tué le rouge-gorge ?" "l'histoire tragique de la Miss Pudding gourmande" "Un conte de fée tordu" |                 |                   |                  |                |
| 3 | 18 février 1994 | 978-4-592-12659-1 | 2 mars 2004      | 978-2845804210 |
| Titre du volume : Kafka (カフカ, Kafuka)Liste des chapitres : "Kafka" "La tenue d'été d'Elie" (夏服のエリー, Natsufuku no Erie)(histoire courte sans rapport avec Comte Cain) |                 |                   |                  |                |
| 4 | 17 juin 1994    | 978-4592122340    | 4 mai 2004       | 978-2845804227 |
| Titre du volume : La marque du bélier rouge 1 (赤い羊の刻印： 1, Akai Hitsuji no Kokuin: 1)Liste des chapitres : "La marque du bélier rouge (1)" |                 |                   |                  |                |
| 5 | 19 octobre 1994 | 978-4592122357    | 26 juin 2004     |                |
| Titre du volume : La marque du bélier rouge 2 (赤い羊の刻印： 2, Akai Hitsuji no Kokuin: 2)Liste des chapitres : "La marque du bélier rouge (2)" "Elizabeth de l'autre côté du miroir" |                 |                   |                  |                |

### God Child
| no | Japonais         | Japonais          | Français          | Français       |
| no | Date de sortie   | ISBN              | Date de sortie    | ISBN           |
| --- | ---------------- | ----------------- | ----------------- | -------------- |
| 1 | 19 novembre 2001 | 978-4-592-17801-9 | 25 mars 2005      | 978-2845806337 |
| Liste des chapitres : "Mad Tea Party" "La petite maison tordue" "Le mouton noir" "Le masque de la commère"   |                  |                   |                   |                |
| 2 | 19 mars 2002     | 978-4-592-17802-6 | 24 juin 2005      | 978-2845806344 |
| Liste des chapitres : "L'os de papillon" "Bloodberry Jam" "Lion Emblem"                                      |                  |                   |                   |                |
| 3 | 19 juin 2002     | 978-4-592-17803-3 | 30 septembre 2005 | 978-2845806351 |
| Liste des chapitres : "Zigeunerweisen" "La fille de l'entrepreneur des pompes funèbres" "Le supplice du feu" |                  |                   |                   |                |
| 4 | 18 octobre 2002  | 978-4-592-17804-0 | 14 décembre 2005  | 978-2845806337 |
| Liste des chapitres : "La petite demoiselle Muffet" "Maria ensanglantée"                                     |                  |                   |                   |                |
| 5 | 19 février 2003  | 978-4-592-17805-7 | 19 avril 2006     | 978-2845806337 |
| Liste des chapitres : "Castrato" "Le dimanche de Solomon Grundy"                                             |                  |                   |                   |                |
| 6 | 19 juin 2003     | 978-4-592-17806-4 | 28 juin 2006      | 978-2845806337 |
| Liste des chapitres : "Le baiser de Judas"                                                                   |                  |                   |                   |                |
| 7 | 17 octobre 2003  | 978-4-592-17807-1 | 20 septembre 2006 | 978-2845806399 |
| Liste des chapitres : "La lame d'Œdipe" "Misericorde"                                                        |                  |                   |                   |                |
| 8 | 19 janvier 2004  | 978-4-592-17808-8 | 22 novembre 2006  | 978-2845806337 |
| Liste des chapitres : "Sans dieu"                                                                            |                  |                   |                   |                |